# 斯特靈 (英國國會選區)
斯特靈（英語：Stirling），英國國會蘇格蘭一郡選區，包括斯特靈全部。選區始創於1983年。
本區當區議員1997年前為保守黨的邁克·福塞斯，此後一直屬工黨的安·麥奎爾。他2010年大選中以41.8%選票當選三度連任。